# Water Ski
Water Ski (ウォータースキー?, Uōtā Sukī) è un videogioco arcade sportivo incentrato sullo sci nautico, sviluppato e pubblicato dalla Taito nel 1983.
È stato emulato per la prima volta ed è tuttora presente nell'antologia di Hamster Corporation Arcade Archives per PlayStation 4 e Nintendo Switch.

## Modalità di gioco
Il gameplay di Water Ski è simile per certi versi a quello di Alpine Ski. Lo sciatore con il quale si controlla nel gioco viene trainato mediante una corda ad un motoscafo. Lungo il mare aperto sia egli che il mezzo scorrono verticalmente dal basso verso l'alto. Il giocatore dovrà fare in modo che lo sciatore giunga al punto d'arrivo, un isolotto, nel minor tempo possibile ed evitando i variegati ostacoli che incontra. 
Il giocatore può usufruire di due pulsanti, uno per allentare la velocità del motoscafo, l'altro per far saltare lo sciatore. Potrebbe perdere 10 secondi dei 2 minuti e mezzo di tempo a disposizione collidendo con un ostacolo, oppure spezzando la fune di traino mentre vira in modo sbagliato. Nel tragitto vi sono delle rampe, dove si possono compiere salti più in alto con giusti tempismi per ottenere punti bonus.
Lo sciatore, una volta quasi a destinazione lascia automaticamente la fune del motoscafo: il giocatore deve fargli raccogliere una delle cifre del punteggio di completamento del livello, dopodiché passa a quello successivo. La partita finisce quando il tempo sarà scaduto.

## Accoglienza
In Giappone, la rivista Game Machine ha indicato Water Ski nel numero del 1º ottobre 1983 come la terza nuova unità arcade di maggior successo del mese.